# QSA (télécommunications)
Pour les articles homonymes, voir QSA.
Dans le domaine des télécommunications, QSA est un code qui signifie « Quelle est la force de mes signaux (ou des signaux de…) ? » selon le code Q.
La réponse est sur une échelle de 1 à 5 :
1. à peine perceptible
2. faible
3. assez bien
4. bonne
5. très bien